# Кралув Двур
Кралув Двур (чеш. Králův Dvůr, буквално Краљев Двор) град је у централном делу Чешке Републике, близу Бероуна, 30 км јужноисточно од Прага. Град се налази у управној јединици Средњочешки крај, у оквиру којег припада округу Бероун.

## Географија
Градић је смештен у долини реке Литавке. Пролазе преко њега главни саобраћајни путеви, као што су аутопут Д5 и железничке пруге Праг-Плзењ и Праг-Противин. Захваљујући доброј вези са остатком Чешке, Кралув Двур је добио током година бројне индустријске погоне и фабрике.
Од 1980. до 1988. године је имао статут градске четврти блиског Бероуна. Од 2004. има статус града.
У близини Краловог Двура се такође налази у Чешкој добро позната Коњепруска пећина и заштићено природно подручје Чешки крас.

## Становништво
Према подацима о броју становника из 2014. године град је имао 7.497 становника.